# Namea brisbanensis
Namea brisbanensis is een spinnensoort uit de familie Anamidae. De wetenschappelijke naam van de soort werd voor het eerst geldig gepubliceerd in 1984 beschreven door Raven.